# Saint-Ouen-le-Mauger
Saint-Ouen-le-Mauger település Franciaországban, Seine-Maritime megyében. Lakosainak száma 277 fő (2022. január 1.). Saint-Ouen-le-Mauger Auzouville-sur-Saâne, Bacqueville-en-Caux, Lamberville, Lestanville, Royville, Saâne-Saint-Just, Saint-Mards és Saint-Pierre-Bénouville községekkel határos.

## Népesség
A település népessége az elmúlt években az alábbi módon változott:
| Lakosok száma | 272  | 303  | 315  | 302  | 290  | 278  | 278  | 280  | 277  |
|               | 2013 | 2015 | 2016 | 2017 | 2018 | 2019 | 2020 | 2021 | 2022 |